# Església de la Transfiguració
|  | Per a altres significats, vegeu «Església de la Transfiguració del Senyor de les Useres». |

L'església de la Transfiguració és una església localitzada al cim del mont Tabor a Israel. Tradicionalment es creu que és el lloc on es va dur a terme la Transfiguració de Jesús, un esdeveniment narrat als evangelis en què Jesús es transfigura en una muntanya sense nom i parla amb Moisès i Elies.
L'església forma part del complex d'un monestir franciscà acabat d'edificar el 1924 per l'arquitecte Antonio Barluzzi. Va ser construïda sobre les ruïnes d'una antiga església romana d'Orient (segles IV a VI) i d'una església del segle xii de l'època de les Croades.

## Arquitectura
A l'església hi ha tres capelles amb un petit altar, anomenades tabernacles, dedicades a Jesús, Moisès i Elies.
El tabernacle del Crist és a la part oriental de l'església. Unes escales condueixen al nivell inferior que conté un santuari cobert amb una volta moderna. A cadascuna de les dues torres a l'extrem occidental hi ha una capella, la d'Elies, a la torre sud i la de Moisès, a la torre nord.
A la part superior de l'església hi ha un mosaic sobre fons d'or que representa la Transfiguració. El 6 d'agost, dia de la Transfiguració segons alguns calendaris litúrgics, els rajos del sol toquen una certa placa de vidre posada a terra i el reflex il·lumina breument el mosaic daurat.

## Galeria

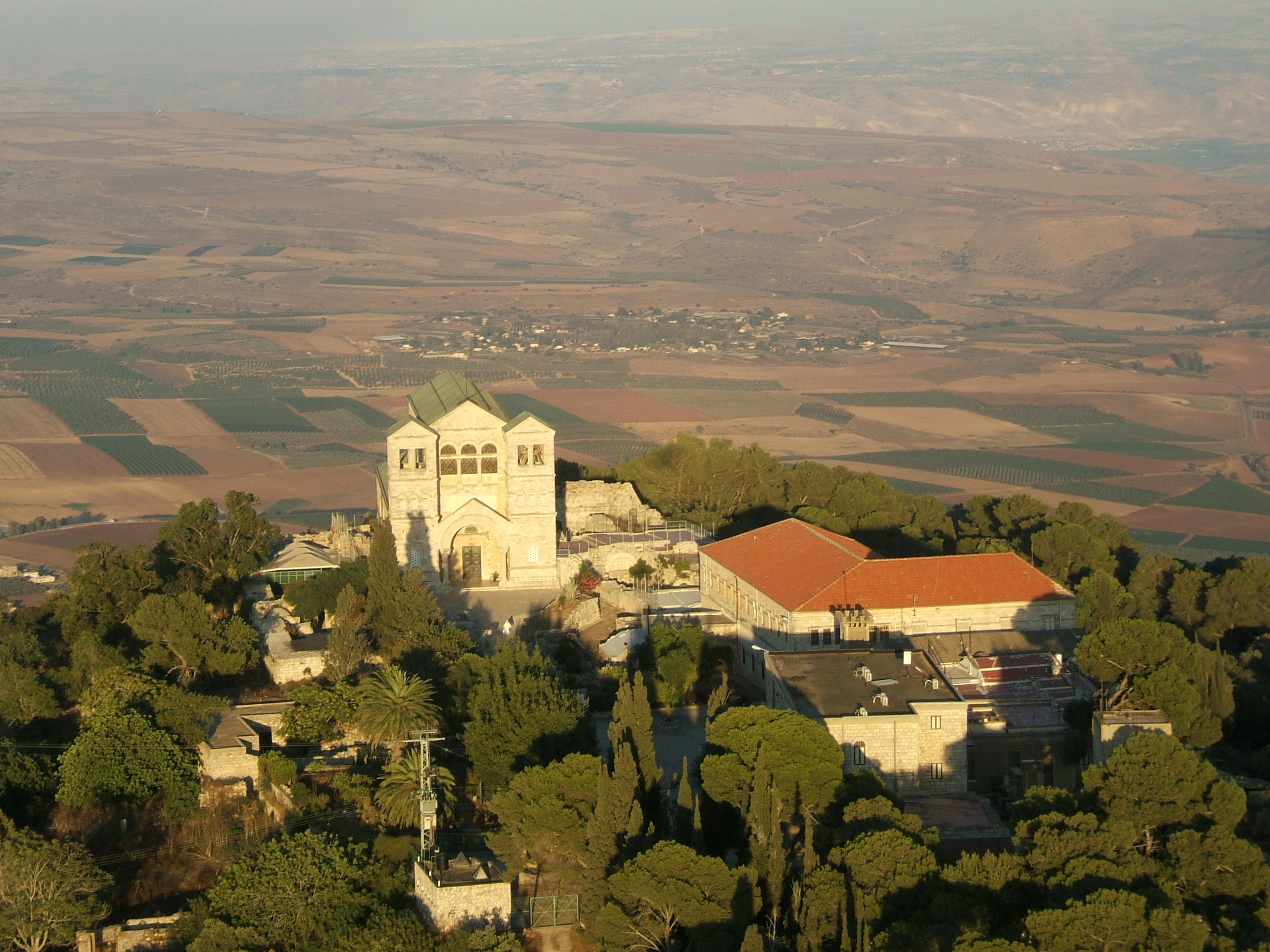
Vista aèria de l'església
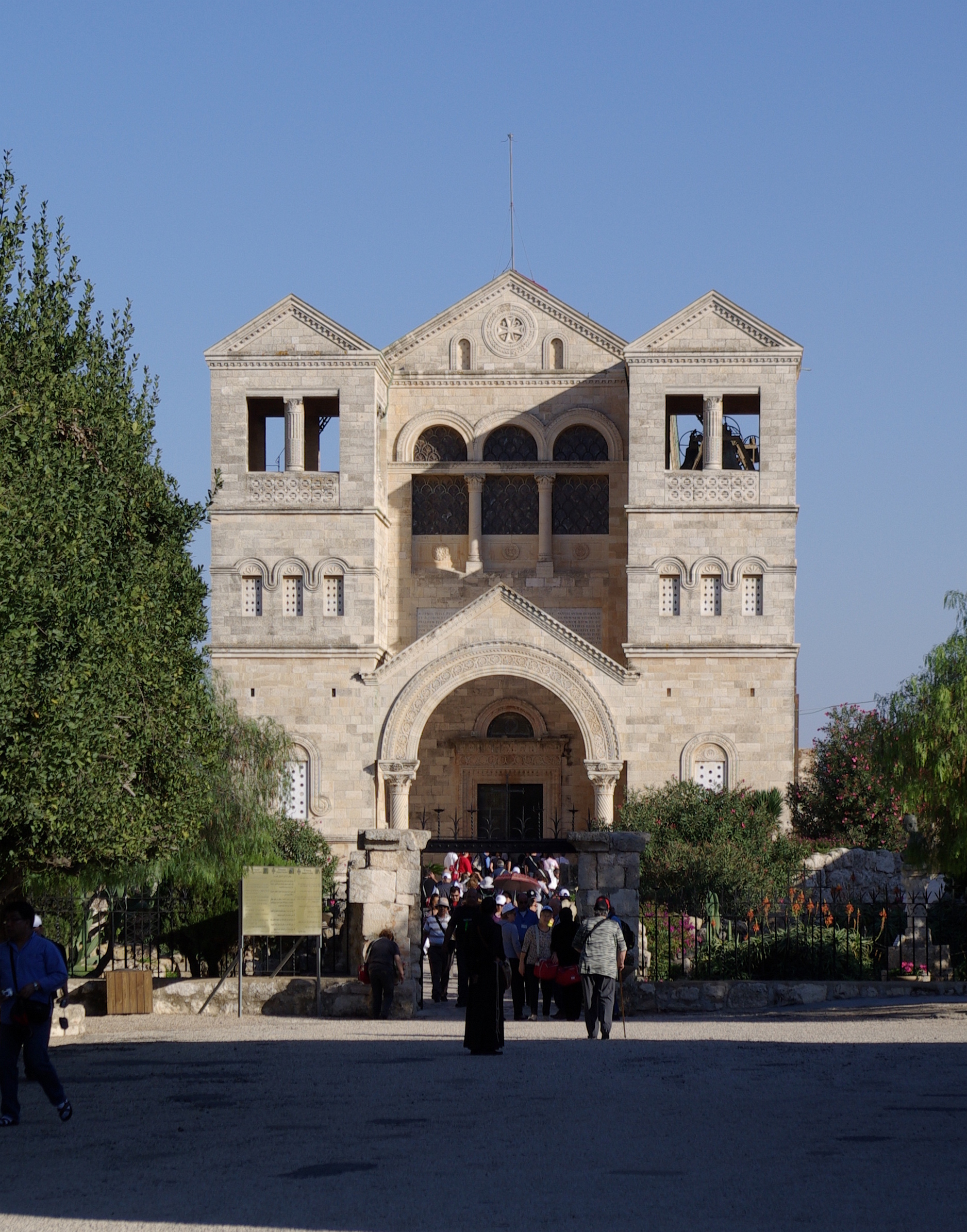
Vista des de l'exterior
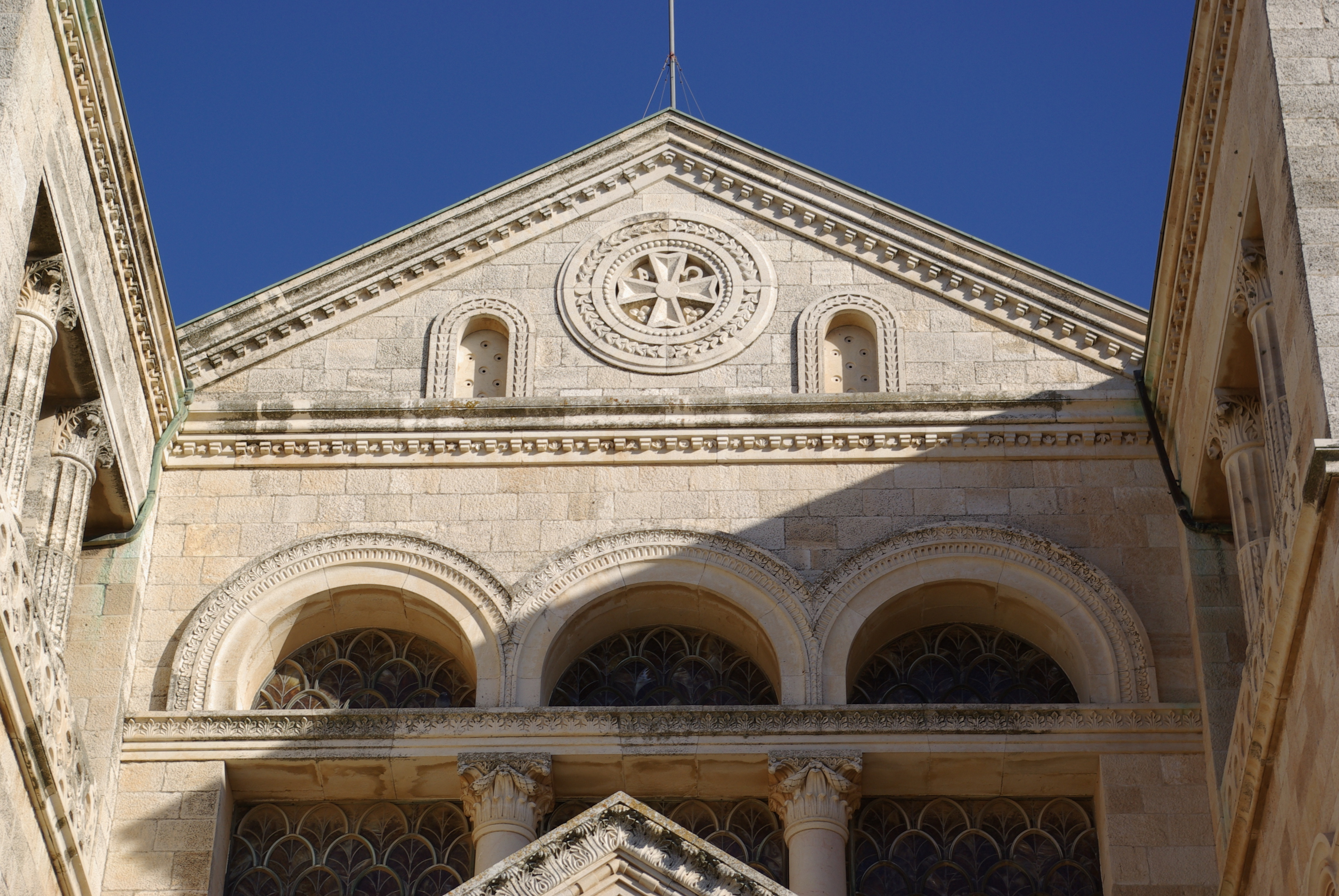
Detall de la façana
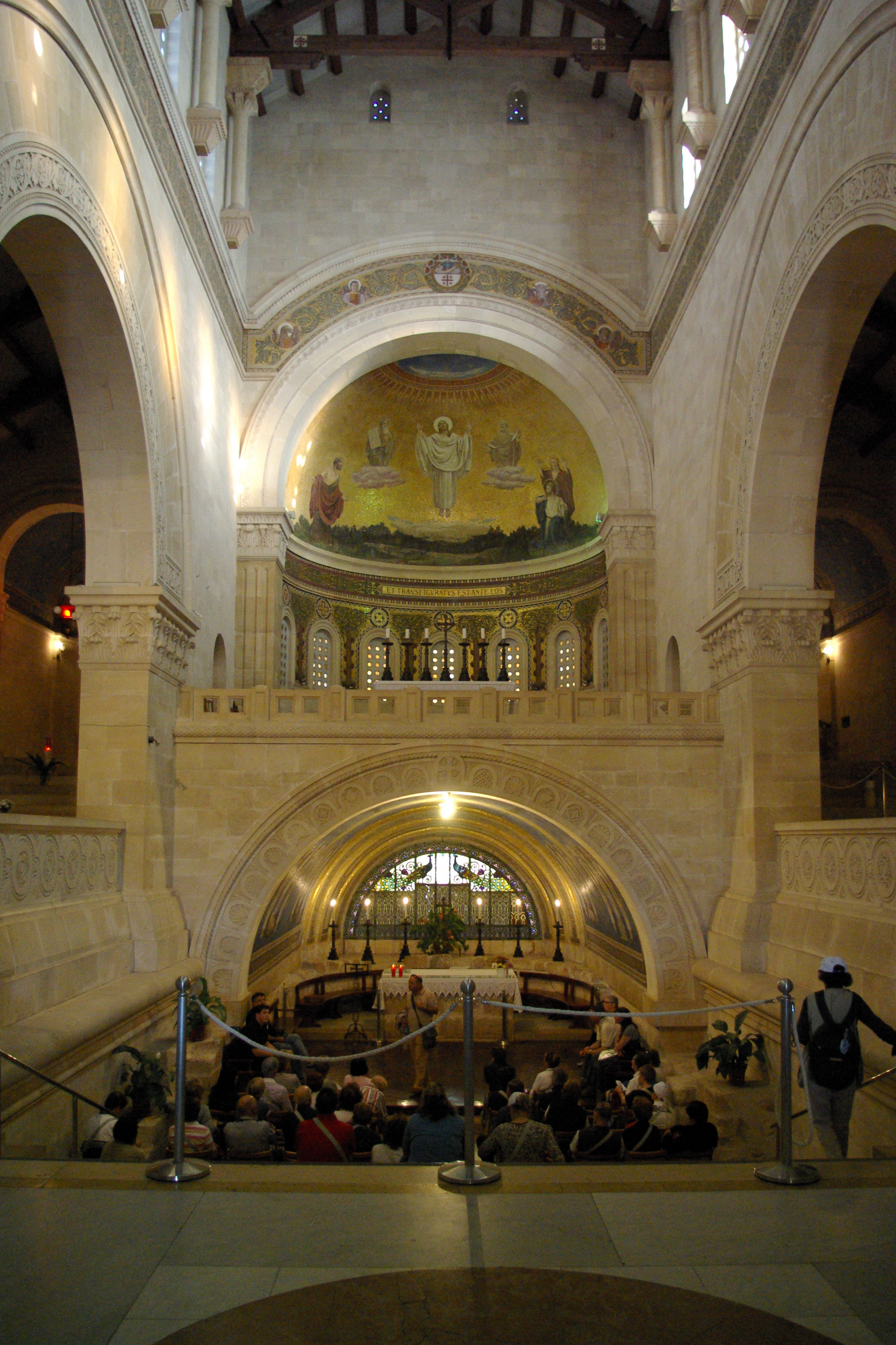
Vista de l'interior
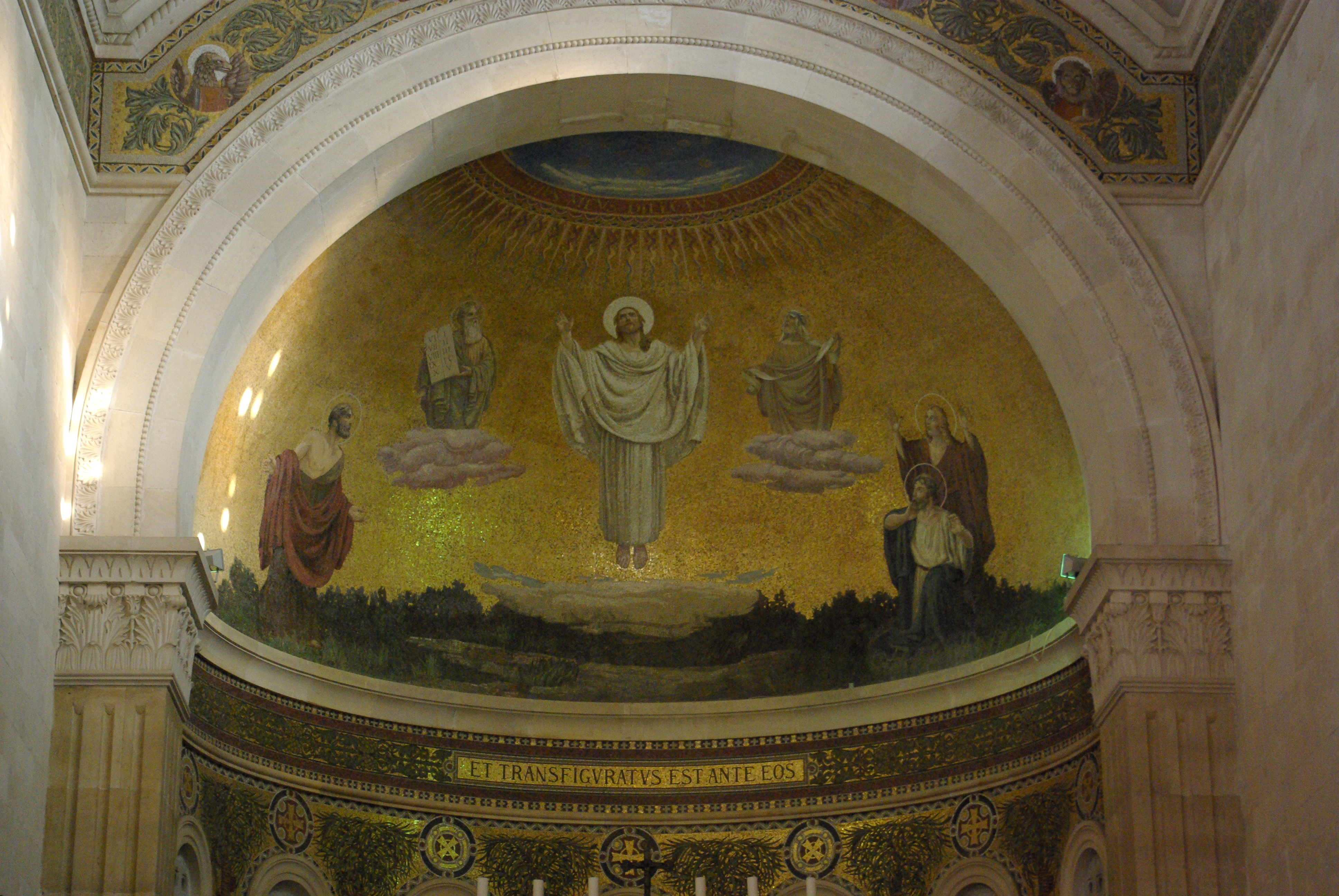
El mosaic
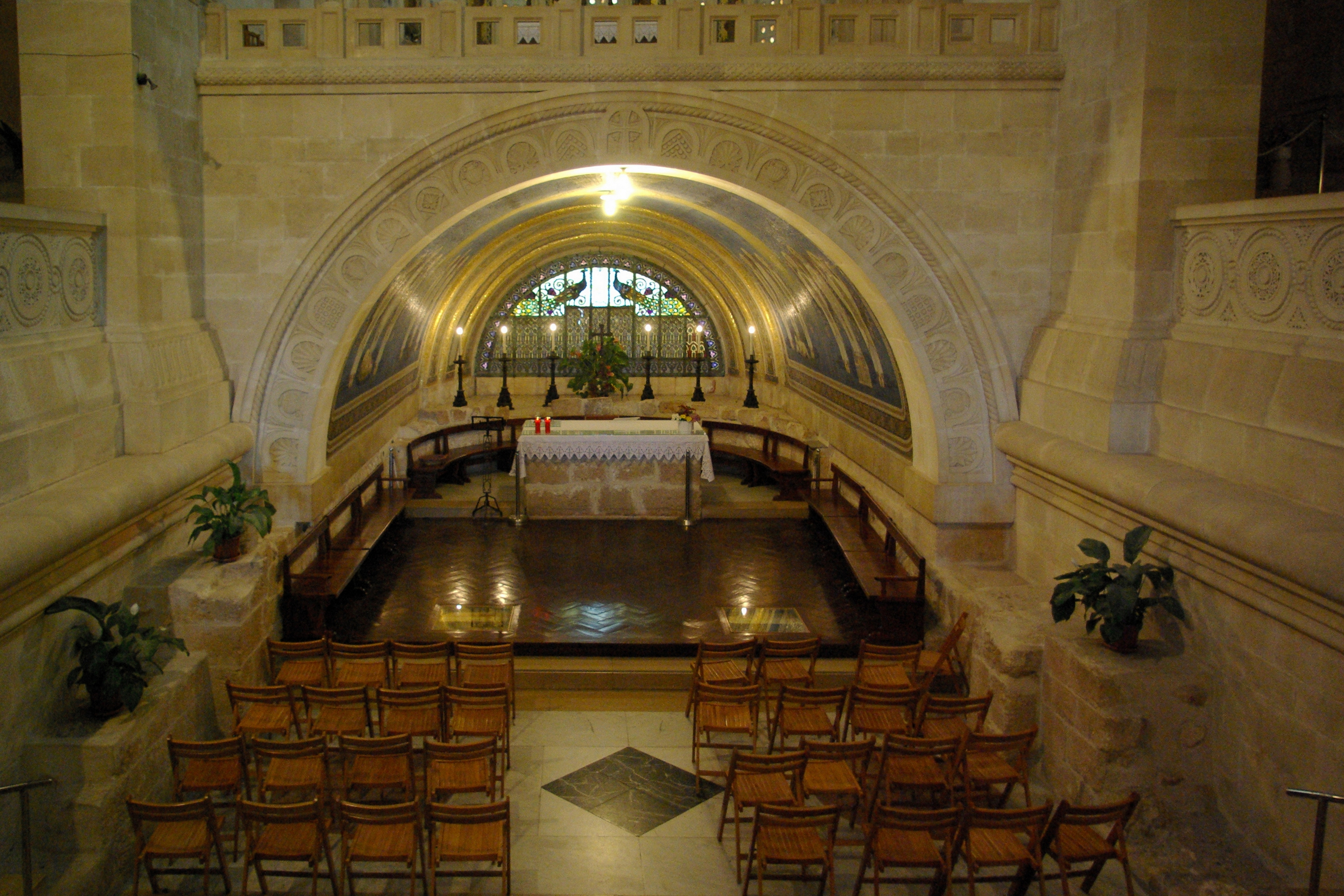
Capella a sota del mosaic